# Teresa Kretkowska-Kiersnowska
Teresa Maria Kretkowska-Kiersnowska (ur. 15 września 1926 w Smólsku, zm. 31 października 2023) – polska archeolog. 

## Życiorys
Córka Zygmunta Antoniego Kretkowskiego herbu Dołęga i Joanny Ireny z Olszowskich, dzieciństwo spędziła w majątku rodzinnym w Parskach. W 1938 rozpoczęła naukę w szkole przy klasztorze Zgromadzenia Najświętszego Serca Jezusa (Sacré Coeur) w Polskiej Wsi koło Pobiedzisk, po wybuchu II wojny światowej razem z rodziną została zmuszona do opuszczenia tworzonego Kraju Warty i wyjazdu do Bochni. Wkrótce wyjechała do Warszawy, gdzie zamieszkała u krewnych. Następnie rozpoczęła naukę w szkole s. Niepokalanek w Szymanowie, skąd wkrótce przeniosła się do szkoły s. Nazaretanek w Warszawie gdzie pod pozorem szkoły krawieckiej działało gimnazjum. Przed wybuchem powstania warszawskiego wyjechała do Dańkowa koło Grójca, a po wkroczeniu Armii Czerwonej przeniosła się z rodziną do Mogielnicy. Po zakończeniu II wojny światowej na krótko zamieszkała w Opolu, a następnie w Kielcach, gdzie kontynuowała naukę w szkole s. Nazaretanek. Po złożeniu egzaminu dojrzałości rozpoczęła studia na Wydziale Historycznym Uniwersytetu Jagiellońskiego w zakresie archeologii. W 1950 obroniła pracę magisterską "Zagadnienie użytkowania bursztynu w czasach przedhistorycznych na ziemiach polskich". Na uczelni poznała i poślubiła Ryszarda Kiersnowskiego, z którym po ukończeniu studiów zamieszkała w Zalesiu pod Warszawą. Rozpoczęła wówczas pracę w Państwowym Muzeum Archeologicznym, uczestniczyła w pracach wykopaliskowych w Błoniu, Czersku i Starym Bródnie. W 1963 zamieszkała w Warszawie, od 1967 związała się zawodowo z Instytutem Kultury Materialnej Polskiej Akademii Nauk. Jest specjalistką w zakresie wczesnego średniowiecza oraz związków plemion polskich z Rusią Kijowską. Od 1998 członek założyciel Polskiego Towarzystwa Heraldycznego, od 2008 honorowy członek Towarzystwa Opieki nad Zabytkami.